# Autigny, Seine-Maritime
Autigny är en kommun i departementet Seine-Maritime i regionen Normandie i norra Frankrike. Kommunen ligger i kantonen Fontaine-le-Dun som tillhör arrondissementet Dieppe. År 2022 hade Autigny 320 invånare.

## Befolkningsutveckling
Antalet invånare i kommunen Autigny
| Referens: INSEE |